# Olympiaparken

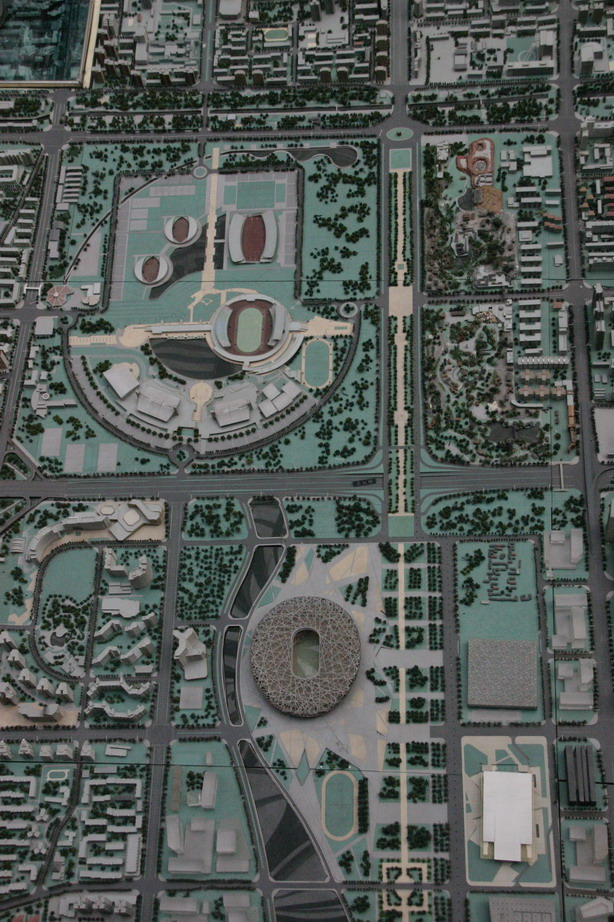
Den allra sydligaste delen av Olympiaparken, med Nationalstadion, Nationella simstadion och Nationella inomhusstadion längst ner till höger. Ovanför dessa syns Olympiska sportcentret, som också var en del av projektområdet.

Olympiaparken (kinesiska: 奧林匹克公園) är ett parkområde i Peking, Kina, som byggdes inför de olympiska och paralympiska sommarspelen 2008. Parken är ett grönområde som ligger rakt norr om Förbjudna staden och Himmelska fridens torg, huvudsakligen mellan Fjärde ringvägen och Femte ringvägen. På parkområdet ligger ett antal idrottsarenor, varav vissa endast är tillfälliga, och mässområdet Nationella konferenscentret. I direkt anslutning till parken finns även Olympiabyn, ett helt nybyggt område som ska omvandlas till bostadsområde efter spelen, samt Olympiska sportcentret.

## Arkitektur
Olympiaparken ligger i den norra änden av Pekings historiska nord-sydliga axel. Den totala ytan är 1 135 hektar, inklusive Olympiabyn, mässområdet Nationella konferenscentret och ett antal arenor. Arkitekterna har arbetat med ett långsiktigt mål, där områdets användning efter spelen har betytt lika mycket som att det ska fungera under spelen. Förutom arenaområden ingår också ett grönområde som omfattar 680 hektar.
I varsin ände av parken har två gamla tempel restaurerats som en del av projektet. I dess södra ände ligger Niang Niang-templet, ett femhundra år gammalt tempel från Mingdynastin byggt åt en fruktbarhetsgudinna. I den norra änden ligger det 350 år gamla Drakkungstemplet.
Ansvariga arkitekter har Sasaki Associates varit, i samarbete med Tianjin Huahui Architect and Design Company och Tsinghua Planning Institute.

## Arenor

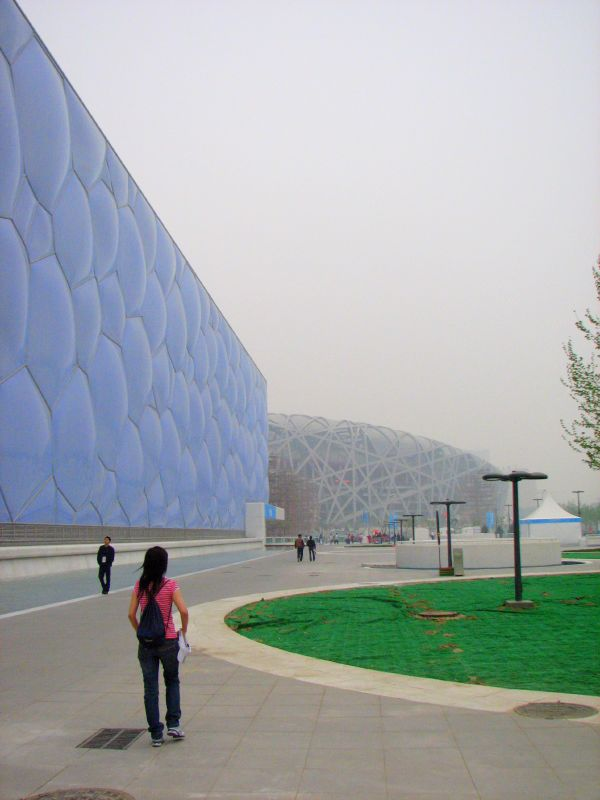
Vattenkubens sydsida, blickandes österut med Fågelboet i bakgrunden.

I Olympiaparken anlades det ett antal idrottsarenor till OS. Flera av dessa var permanenta, och avsedda att kunna användas till andra ändamål efter spelens slut.

### Nationalstadion
Nationalstadion, eller Fågelboet, är den största arenan i Olympiaparken. Det är en friidrotts- och fotbollsarena som även ska kunna användas för andra större evenemang inom underhållning och idrott. Arenan har en normalkapacitet på 80 000 åskådare. Den ligger i Olympiaparkens sydöstra hörn.
Användes under OS för friidrott och herrarnas fotbollsturnering, under handikapp-OS för friidrotten. Dessutom hölls invignings- och avslutningsceremonier på arenan för både OS och handikapp-OS.

### Nationella simstadion
Nationella simstadion, eller Vattenkuben, är en simhall med en publikkapacitet på 6 000 åskådare. Den ligger i parkens sydvästra hörn, inte så långt från Nationalstadion. Tänkt att användas som simhall för Pekings invånare efter spelen, förutom för sport- och kulturevenemang.
Användes under OS för tävlingarna i simning, simhopp och konstsim, och för de paralympiska simgrenarna.

### Nationella inomhusstadion

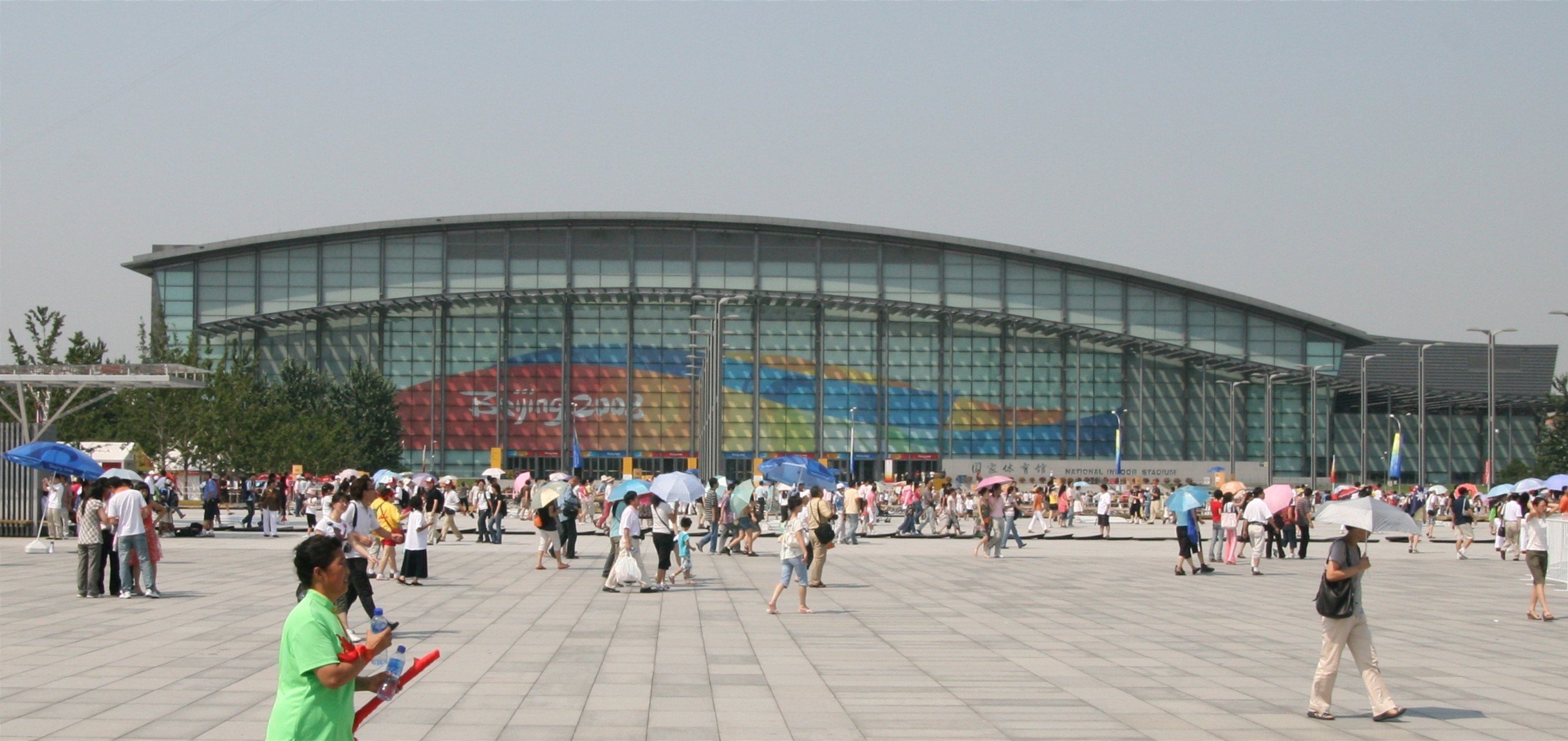
Nationella inomhusstadion sedd från parken.

Precis norr om Nationella simstadion ligger nationella inomhusstadion, en idrottshall som tar 18 400 åskådare. I OS 2008 användes den för tävlingar i gymnastik och handboll, samt för turneringen i rullstolsbasket vid handikapp-OS.

### Tennisstadion
Tennisstadion ligger i den nordvästra delen av Olympiaparken, strax söder om Pekings Femte ringvägen. Huvudbanan har en publikkapacitet på 10 000 åskådare. Förutom större tennisturneringar ska Pekings invånare kunna spela på dess olika banor. Användes för turneringarna i tennis och rullstolstennis vid OS och handikapp-OS.

## Tillfälliga arenor under spelen

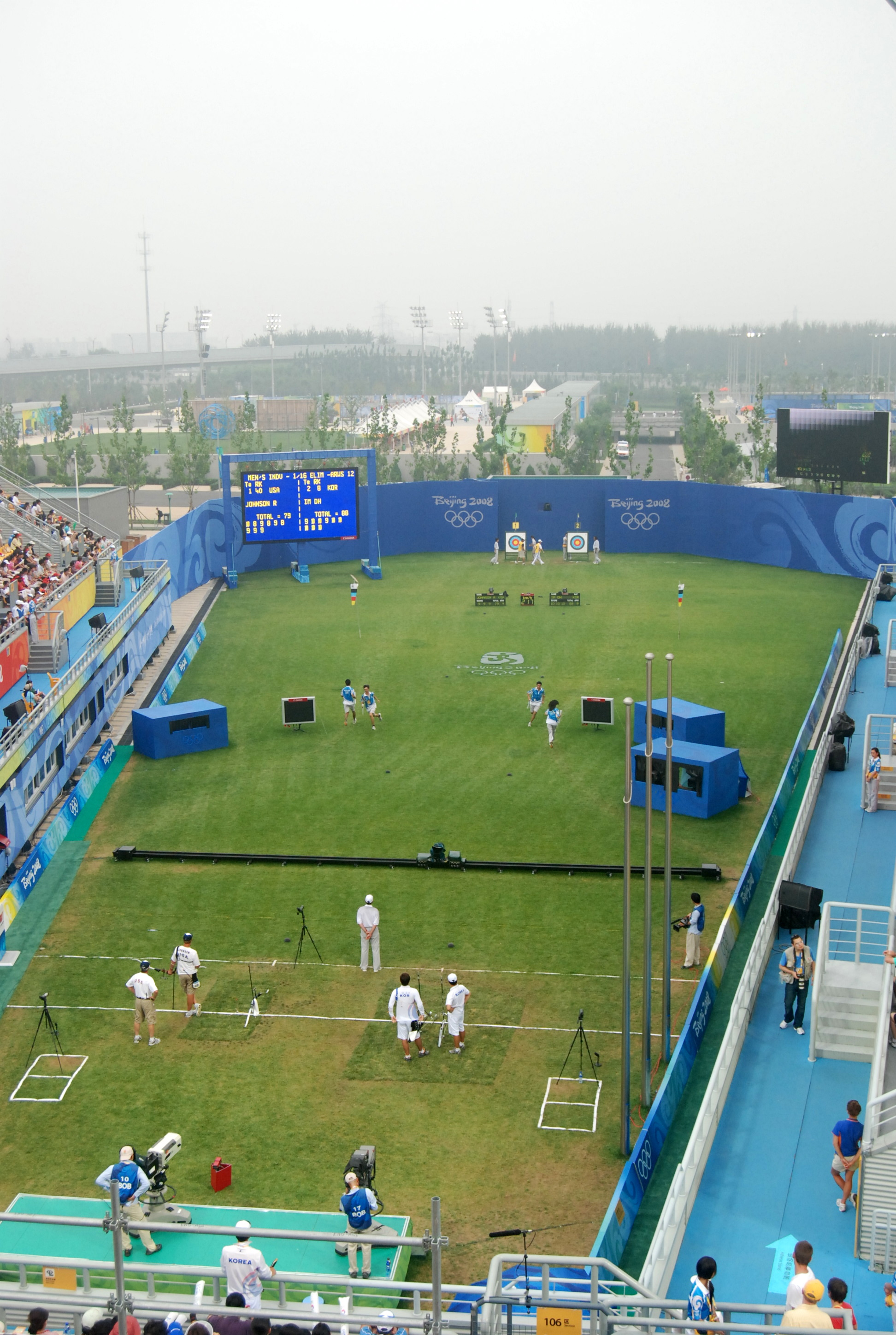
Bågskyttestadion i Olympiaparken.

Delar av parken användes för tillfälliga arenor under de olympiska och paralympiska spelen 2008.

### Bågskyttestadion
Bågskyttestadion i Olympiaparken (kinesiska: 北京奥林匹克公园射箭场) låg precis söder om Tennisstadion. Det var en V-formad stadion som tog 5 384 åskådare. Den blev färdigbyggd den 12 augusti 2007, och tog upp en yta på 9,22 hektar. Läktarna var byggda i lättmetall för att snabbt kunna monteras och demonteras. Efter spelen anpassades området för att bli en del av parkens rekreationsområde.
Bågskyttetävlingarna gick här både under OS och handikapp-OS.

### Landhockeystadion
Landhockeystadion i Olympiaparken (engelska: Beijing Olympic Green Hockey Stadium, kinesiska: 北京奥林匹克公园曲棍球场) låg precis söder om Bågskyttestadion, en liten bit söder om Tennisstadion. Liksom Bågkyttestadion anpassades området för att bli en del av parkens rekreationsområde efter spelen. Tillsammans täcker de båda arenorna 21 hektar som omvandlades till gräsmatta efter spelens slut.
Landhockeystadion bestod av två planer, som tillsammans täckte en yta på 15 546 kvadratmeter. Den största planen tog 12 000 åskådare, och den mindre 5 000, så dess totala kapacitet var 17 000 åskådare. Under OS spelades landhockey här, och under de paralympiska spelen användes planerna för 5- och 7-manna fotboll.

### Fäktningshallen vid Nationella konferenscentret
Delar av det Nationella konferenscentret användes som arena för fäktning och vissa grenar av den moderna femkampen under OS. Den användes också för rullstolsfäktning och boccia under handikapp-OS.

## Olympiska sportparken
Söder om Olympiaparken ligger Olympiska sportparken, eller Olympiska sportcentret, som byggdes inför asiatiska spelen 1990. Området och dess arenor har ingått i planeringen inför OS, och renoverats och byggts om. I området ligger tre arenor. 
- Olympiska sportcentret är en stadion för friidrott och fotboll.
- Olympiska sportarenan är en inomhushall.
- Ying Tung-hallen är en simhall.

## Olympiabyn
Den olympiska byn ligger strax nordväst om Nationella inomhusstadion (40°0′28″N 116°22′48″Ö / 40.00778°N 116.38000°Ö). Området ligger egentligen utanför Olympiaparken, men har ändå ingått i det planerade projektet. Den byggdes i syftet att fungera som bostad för över 16 000 idrottsmän, tränare och andra tillfälliga gäster under OS och de paralympiska spelen. Efter spelen ska området göras om till permanenta bostäder.
Byn består av ett 66 hektar stort område med 22 sexvåningshus och 20 niovåningshus, som har en total boyta på 370 000 kvadratmeter. I området finns, förutom bostäder, även en klinik, restauranger, ett bibliotek och ett antal sportanläggningar av olika slag. Den invigdes den 27 juli 2008

## Andra anläggningar

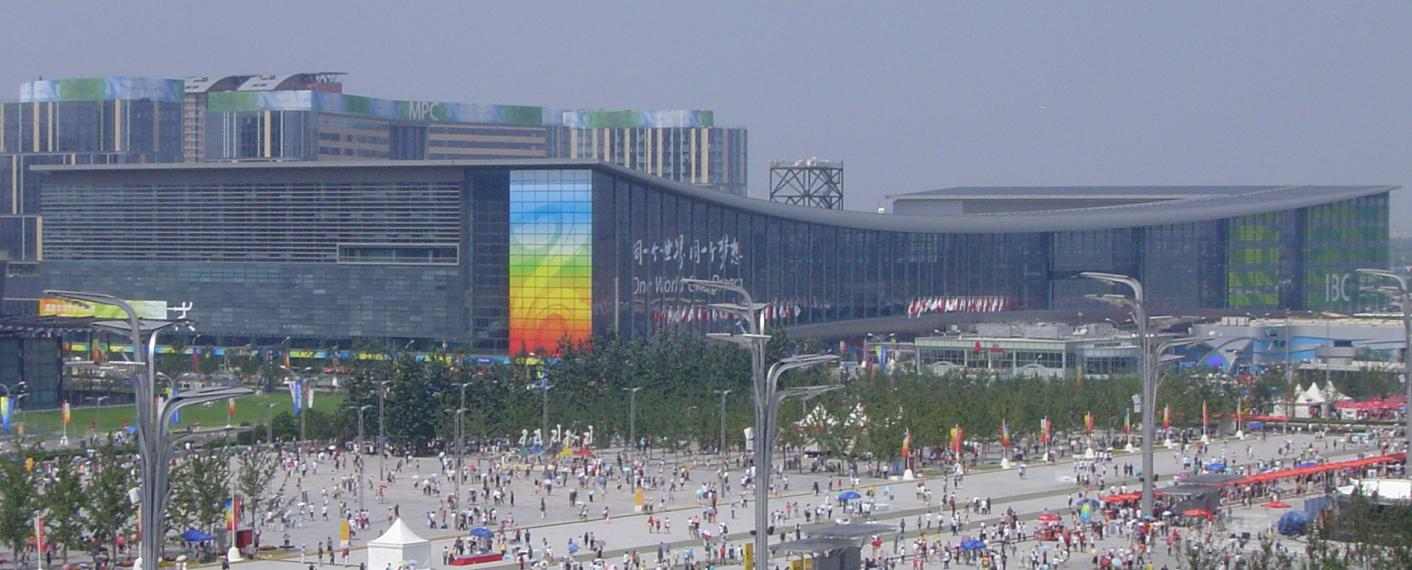
Nationella konferenscentret.

I Olympiaparken ligger dessutom ytterligare ett antal större byggnader.

### Nationella konferenscentret
Nationella konferenscentret är en mässhall med tillhörande konferenslokaler, hotell och kontorshus. Det fungerade som presscenter (MPC) och tekniskt center för radio- och TV-sändningar (IBC). Dessutom tävlades det här i fäktning, modern femkamp, rullstolsfäktning och boccia under de olympiska och paralympiska sommarspelen 2008.

### Ling Long Pagodan
Inför OS byggdes ett 128 meter högt studiotorn upp, kallat Ling Long Pagoda. Det är ett triangelformat torn med sju våningar där TV-bolagen kunde ha studio med utsikt över Olympiaparken och dess arenor. Tornet ligger mitt i Olympiaparken, och är huvudsakligen byggt i stål och glas. Det har en lokalyta på 6 270 kvadratmeter, och en byggarea på 1 100 kvadratmeter.
| Pekings tunnelbana |          |                                  |
|                    | Linje 8  | Olympic Sports Center (奥体中心) |
|                    | Linje 8  | Olympic Green (奥林匹克公园)     |
|                    | Linje 15 | Olympic Green (奥林匹克公园)     |